# オポーレ中央駅

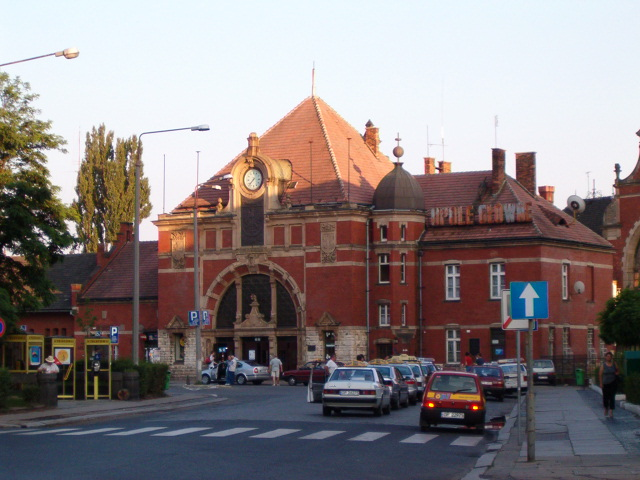
オポーレ中央駅

オポーレ中央駅（Opole Główne）は、ポーランドのオポーレにおいて中心的役割を果たす鉄道駅。ポーランド国鉄（PKP）によって、Aクラス（駅の規模などに準じてランクがつけられる）の駅に分類されている。1899年に開業。
1845年、プロイセンの統治時代にオペルン中央駅（Oppeln Hbf）が開業した。ドイツ帝国、ヴァイマル共和国、第三帝国期を経て、第二次世界大戦後にポーランド領となり、ポーランド国鉄（PKP）の鉄道駅となった。
ヴロツワフからオポーレを経由して、カトヴィツェ、クラクフ、東部国境のプシェミシルまでを結ぶ列車が運行している。所要時間は、ヴロツワフまで約1時間、カトヴィツェまで約1時間半、クラクフ中央駅まで約3時間、ウクライナ国境に近いプシェミスルまで約7時間弱。また、同じくヴロツワフから発車してオポーレ経由でワルシャワへと向かう列車も運行しており、ワルシャワ中央駅まで約5時間程度。
座標: 北緯50度39分44秒 東経17度55分36秒 / 北緯50.6623度 東経17.9267度